# Michele La Rosa
Michele La Rosa (Palermo, 26 giugno 1880 – Palermo, 6 luglio 1933) è stato un fisico italiano.

## Biografia
Nacque a Palermo il 26 giugno 1880 in una famiglia borghese. Rimase presto orfano del padre, Leopoldo, e nonostante le difficoltà, riuscì ugualmente a completare gli studi.
Si laureò, col massimo dei voti, in fisica nel 1902 presso l’Università degli Studi di Palermo, sotto la guida di Damiano Macaluso. Dopo un anno trascorso a Firenze come borsista nel laboratorio di Antonio Roiti, nel 1904 ritornò a Palermo dove ottenne l'abilitazione all'insegnamento.
Divenne assistente presso il gabinetto universitario di fisica con l'incarico, già ricoperto da Orso Mario Corbino, di dirigere le esercitazioni di fisica pratica. Conseguì la libera docenza in fisica sperimentale nel 1908.
Nel 1911 ottenne il premio per assistenti universitari "Sella", assegnato dall'Accademia dei Lincei. Nel 1914 vinse il concorso di fisica sperimentale presso il Politecnico di Torino e nello stesso anno fu nominato professore straordinario all'università di  Palermo, sostituendo Macaluso che aveva chiesto di essere collocato a riposo. Nel 1918 divenne professore ordinario di fisica sperimentale.
Fu eletto nel 1922 socio dei Lincei e nel 1924 vinse - insieme ad Antonino Lo Surdo - il Premio Reale dei Lincei per la fisica. 
Nel 1925 Giovanni Gentile gli affidò la direzione della sezione di fisica dell'Enciclopedia italiana.
Dal 1926 al 1928 e dal 1929 al 1931 fu  preside della Facoltà di Scienze di Palermo.
Nel 1930 fu ammesso all'Accademia nazionale delle scienze detta dei XL.
Divenne membro del Consiglio Superiore della Pubblica Istruzione, socio della Biblioteca filosofica di Giuseppe Amato Pojero e dell’Accademia di Scienze, Lettere e Arti; della quale fu vicepresidente dal 1928.
Dal 1932 fu magnifico rettore dell'Università degli Studi di Palermo, carica che mantenne fino alla morte. 
Morì infatti a 53 anni, il 6 luglio 1933, dopo una lunga malattia.

## Ricerche
Tra le sue ricerche sperimentali si ricordano quelle relative alla spettroscopia dell'arco voltaico e la scoperta dell'inversione dello spettro di Swan, quelle sulla teoria elettronica dei metalli, culminata nella scoperta di un nuovo effetto galvanometrico. Il suo nome, però, è legato soprattutto ad una serie di studi teorici dedicati alla confutazione della teoria della relatività.

## Archivio
L'archivio di Michele La Rosa, dichiarato di notevole interesse storico il 7 dicembre 2005 dalla Soprintendenza Archivistica per il Lazio, è costituito da materiale eterogeneo che, conservato dalla famiglia, venne donato dalla figlia Caterina Lucia all'Accademia nazionale delle scienze detta dei XL. Il fondo è costituito prevalentemente da corrispondenza, si conserva anche documentazione eterogenea che comprende fotografie, documenti, bozze e appunti manoscritti, materiale a stampa.